# Henri-Emmanuel Poulle
Pour les articles homonymes, voir Poulle.
Henri-Emmanuel Poulle, né à Montauroux dans le Var le 12 décembre 1792[réf. nécessaire] (ou au début de 1793) et mort le 13 avril 1877 au château des Salles, à Draguignan, dans le même département, était un magistrat et député français.

## Biographie
Il est le fils de François Poulle, maire de Montauroux.
Après ses études en droit, il vient plaider devant la cour d'assises et la cour prévôtale du Var, où il se fait remarquer dans la défense des accusés politiques poursuivis à la suite de la réaction de 1815. Constitutionnel modéré, il ne remplit aucune fonction politique sous la Restauration.
En août 1830, à la faveur de la révolution de Juillet, il est nommé conseiller de préfecture à Draguignan, puis conseiller à la cour d'appel d'Aix-en-Provence.
Le 5 juillet 1831, il est élu député du Var à la Chambre, où il siège avec la majorité ministérielle. Il est réélu six fois jusqu'à la révolution de 1848.
À la Chambre des députés, il soutient notamment la dotation du duc de Nemours (second fils de Louis-Philippe), les projets de fortifications de Paris, la coalition de Guizot contre le gouvernement du comte Molé[réf. souhaitée]. Par son expérience en droit, il s’implique également dans la loi sur la réforme du Code pénal. Il a aussi présenté à la Chambre le rapport sur la loi sur la répression de la contrebande en Corse.
Parallèlement, il poursuit sa carrière dans la magistrature : en 1836, il devient président de chambre à la Cour d'appel d'Aix-en-Provence ;  en 1841, il en devient le premier président, fonction qu'il ne quitte qu'à sa retraite en 1863 : malgré ses opinions orléanistes, le pouvoir de Napoléon III le maintient en place, changeant seulement le nom de « Cour royale » en « Cour impériale » d’Aix.
Il préside en 1838 et 1839 le conseil général du département du Var. En 1840, le ministre de l’Instruction publique lui confie la présidence d’un concours ouvert devant la faculté de droit d’Aix, avec le titre d’inspecteur général provisoire des écoles de Droit.
Il est connu pour avoir fait édifier à Montauroux, dans son village natal, le château de La Colle Noire, entre 1858 et 1861, lequel allait en 1950 devenir la propriété de Christian Dior. Il fait construire également la chapelle Sainte-Anne près de son château, et restaurer la vieille chapelle Saint-Barthélémy de Montauroux.
Il meurt le 13 avril 1877 à Draguignan. 

## Divers
Il est l'arrière-grand-oncle d’Emmanuel Poulle (1928-2011), historien des sciences et médiéviste, membre de l'Institut.

## Distinctions
- Chevalier de la Légion d'honneur (octobre 1832)
- Officier de la Légion d'honneur (14 mai 1844)[5]